# Cercocebus
Cercocebus és un gènere de primats africans que pertanyen a la família dels cercopitècids. El gènere inclou sis espècies diferents.
Els mangabeis del gènere Cercocebus s'assemblen als cercopitecs, però són més grans i esvelts. A més, tenen el musell més llarg i el cos més ovalat. El color del pelatge varia entre gris i marró; cada espècie té una coloració diferent. Els mascles tenen un sac d'aire a la gola, que fan servir per cridar ben fort.
Tenen una llargada corporal de 40-88 cm, amb una cua aproximadament igual de llarga que el cos. Poden pesar fins a 20 kg.